# Cestus
En cestus (oprindeligt stavet caestus på Latin) er betegnelsen for en "kamphandske", der blev brugt i antikkens nævekampe (boksekampe) og  i pankration. Den blev oprindeligt benyttet som en slags boksehandske men med modsat formål. 
Det latinske ord caestus (flertal: caestūs)  kommer fra verbet caedere, der betyder "at slå" eller "at ramme". 
De første versioner til brug i kamp bestod af flere læderremme, der var viklet rundt om nævekæmperens hænder. Cestus var oprindeligt benyttet i kampsport i Antikkens Grækenland, hvor de blev benyttet i mand-til-mand kampsport, og hvor formålet var at slå modstanderen ud. Romerne justerede konstruktionen ved at tilføje metalstykker, søm og jernplader til læderremmene. Der har også været benyttet varianter med knivligende genstande for at skære modstanderen. 
En cestus blev ofte benyttet under Gladiatorkampene i Rom, hvor mere eller mindre ubevæbnede personer (ofte slaver) kæmpede mod hinanden; ofte med dødelig udgang. Denne form for boksning blev tiltagende blodig, indtil brugen af cestus blev forbudt i det første århundrede e.Kr. 
En berømt afbildning af cestus ses på skulpturen Nævekæmperen. Den siddende figur har cestus på begge hænder. Statuen er på Palasso Massimo i Rom og er formentlig fremstillet efter græsk forlæg.